# Ficus oreodryadum
Ficus oreodryadum är en mullbärsväxtart som beskrevs av Gottfried Wilhelm Johannes Mildbraed. Ficus oreodryadum ingår i släktet fikonsläktet, och familjen mullbärsväxter. Inga underarter finns listade i Catalogue of Life.